# Гајзинген
Гајзинген (њем. Geisingen) град је у њемачкој савезној држави Баден-Виртемберг. Једно је од 34 општинска средишта округа Тутлинген. Према процјени из 2010. у граду је живјело 6.078 становника. Посједује регионалну шифру (AGS) 8327018.

## Географски и демографски подаци
Гајзинген се налази у савезној држави Баден-Виртемберг у округу Тутлинген. Град се налази на надморској висини од 667 метара. Површина општине износи 73,7 km². У самом граду је, према процјени из 2010. године, живјело 6.078 становника. Просјечна густина становништва износи 82 становника/km².

## Међународна сарадња
| Мјесто       | Држава   | Врста сарадње | Од    |
| ------------ | -------- | ------------- | ----- |
| Ђенђештарјан | Мађарска | партнерство   | 2003. |
| Извор        |          |               |       |